# E-awase
L' e-awase (絵合, « concours de peinture ») est un passe-temps populaire parmi la noblesse japonaise de l'époque de Kamakura.
Lors d'une compétition d'e-awase, les participants sont répartis en deux équipes et créent des peintures sur un sujet prédéterminé, peintures ensuite jugées par leurs pairs comme cela se pratiquait lors des anciens tournois de poésie utaawase.
Il s'agit d'un divertissement populaire lors des fêtes et des réunions « mondaines » de l'époque. La description d'un tournoi d'e-awase constitue le thème central du dix-septième chapitre du Genji monogatari.